# Modern Toilet (ресторан)

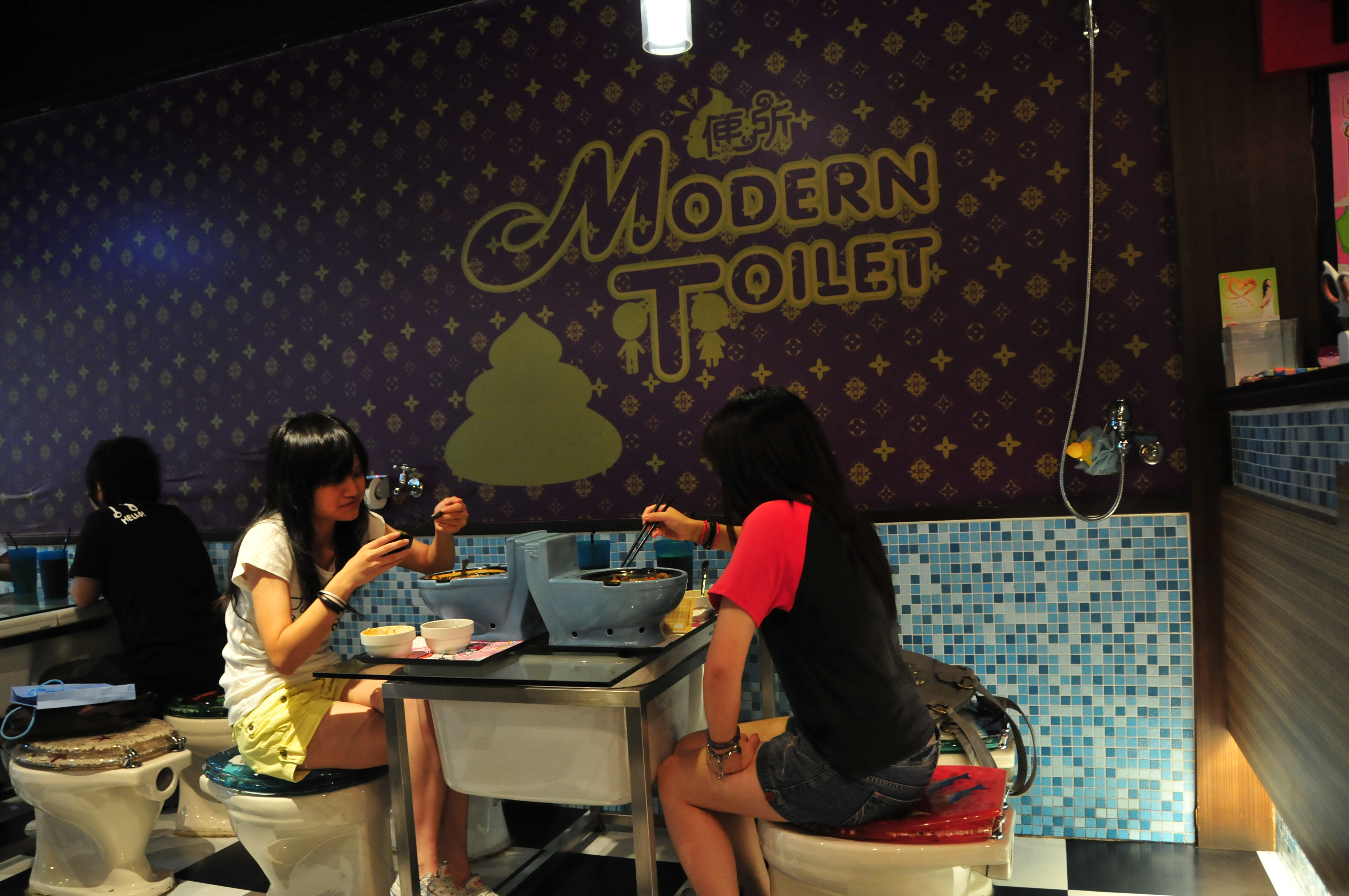
Ресторан Modern Toilet

Ресторан «Modern Toilet» (кит.: 便所主題餐廳, «Сучасний туалет») — тематичний ресторан, відкритий в 2006 році в Тайбеї у Тайвані, що оформлений на туалетну тематику. Ресторан знаходиться у триповерховій будівлі з площею 2800 квадратних футів (260 м2). Страви в закладі подаються в зменшених копіях унітазів, а коктейлі — в келихах, що більше нагадують медичні «качки». Незвичайна концепція місця дотримана в деталях. Замість серветок — туалетний папір, столи влаштовані з фаянсових ванн, а сидіння — з різноманітних форм унітазів. Стіни прикрашають раковини, пісуари, душові насадки і схожі на випорожнення м'які іграшки, покликані нагадати відвідувачам про завершальний етап їхньої трапези. Для того щоб розплатитися після закінчення трапези відвідувач натискає на кнопку, що знаходиться на столі, і лунає дзвінок, що нагадує звук зливного бачка.

## Історія

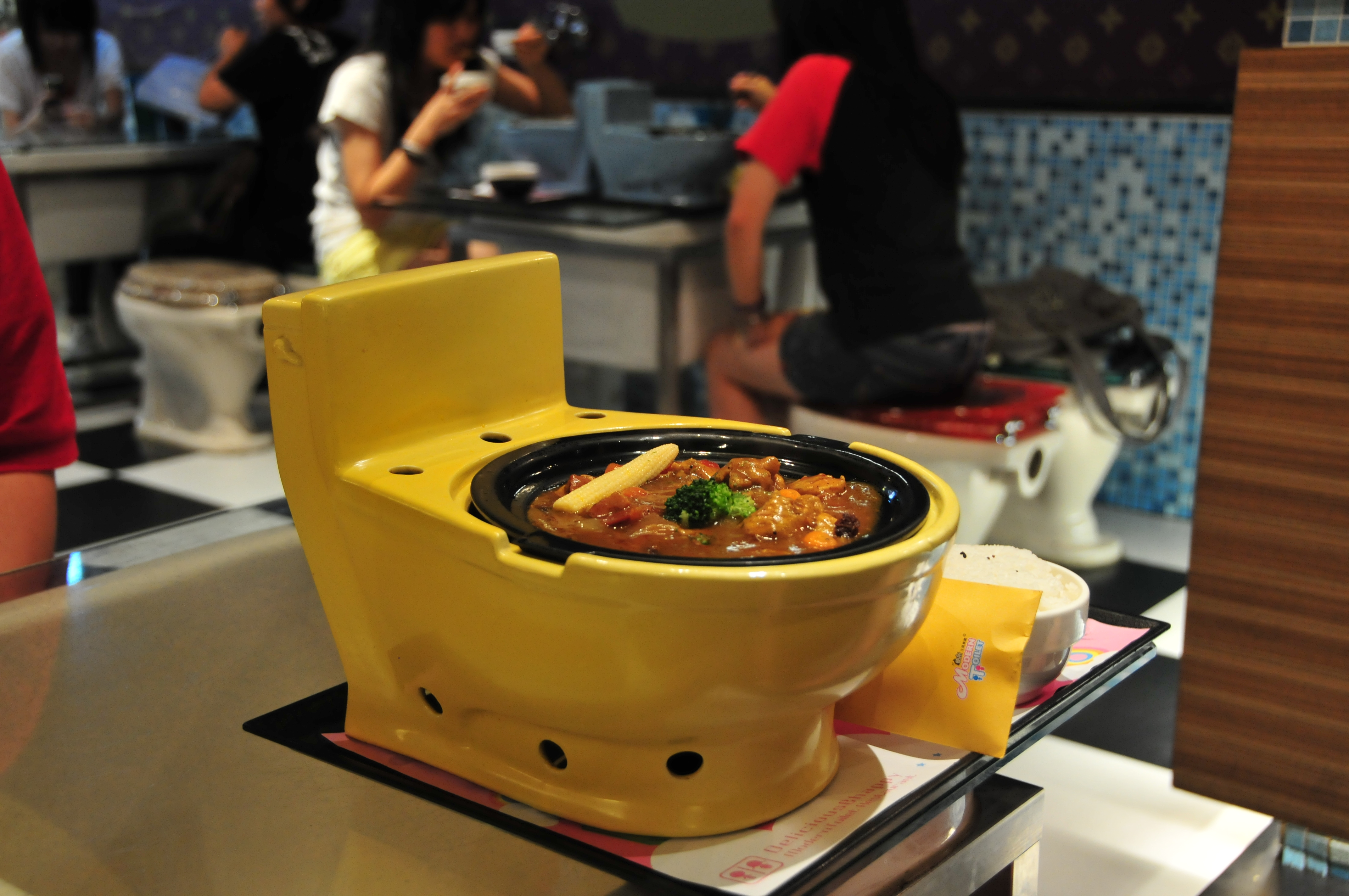
Посуд у вигляді унітазу

Власник ресторану Дао Мінг Зі (Dao Ming Zi), колишній банкір, заявив, що натхнення для туалетної тематики ресторану він почерпнув з характеру робота в японському мультфільмі «Доктор Слумп». Він заснував успішний магазин з продажу морозива, у якому закручене на вершині шоколадне морозиво подавали у тарі у вигляді туалетного паперу. Мережа Modern Toilet почалася в місті Гаосюн, Тайвань, і в даний час має 12 ресторанів в Тайвані та Гонконзі. У майбутньому заплановано побудувати ресторани в Макао і Куала-Лумпурі, Малайзія.

## Поради

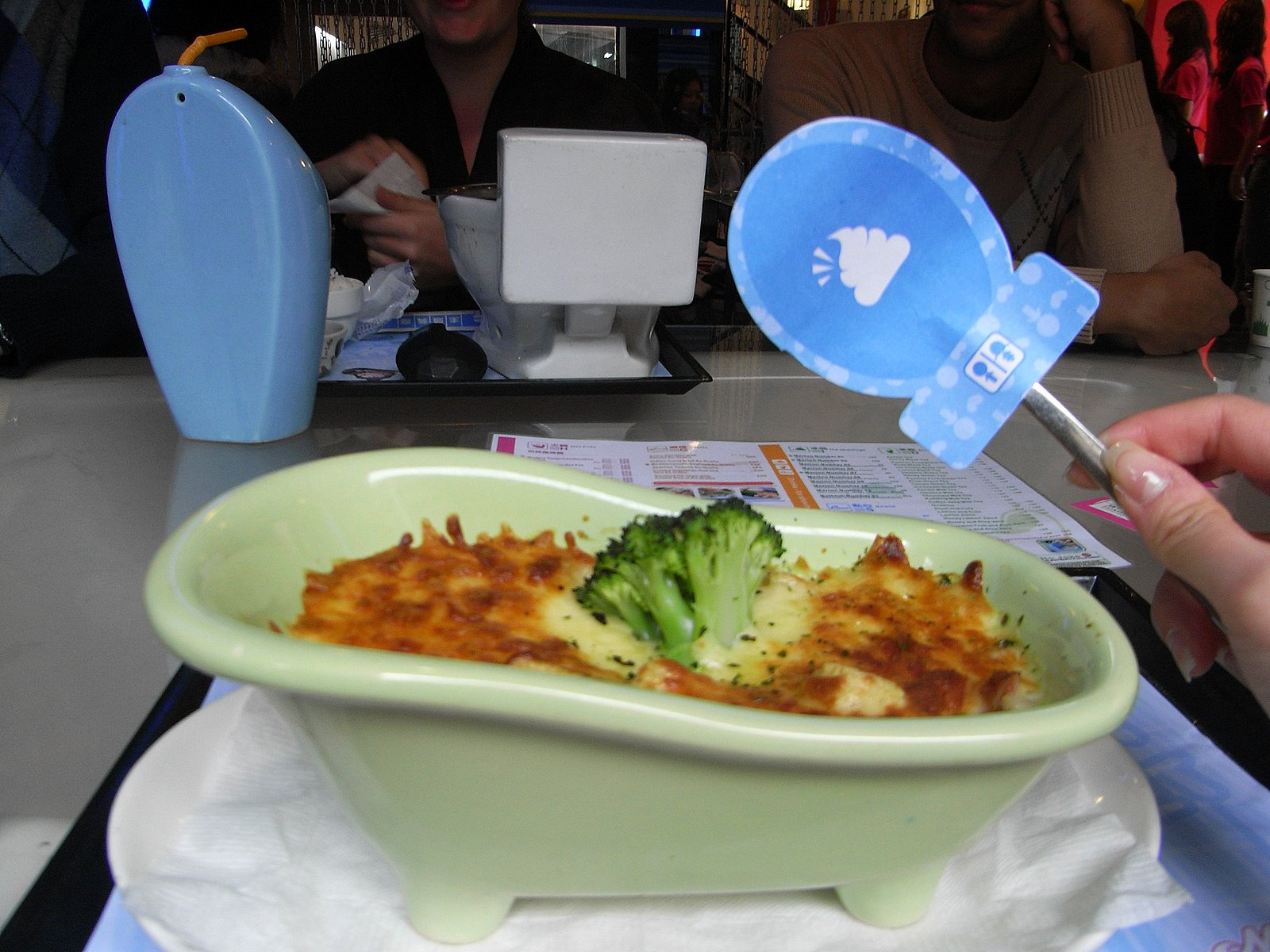
Гратен в оригінальній тематичій посуді

Оригінальна концепція закладу «Modern Toilet» на Тайвані не гарантує гарну кухню. Похід в ресторан буде швидше приємною туристичною розвагою в незвичайній обстановці; їжа та напої, так само як і сервіс, тут скоріше середньої якості. Втім, тематичне морозиво і коктейлі варто замовити хоча б для того, щоб зробити пару цікавих знімків.
Запланувавши похід в Modern Toilet у вечірній час, а також у вихідні та святкові дні краще потурбуватися замовленням столика заздалегідь. Середній рахунок на людину становить від 250 TWD (~ $ 7,5) до 300 TWD (~ $ 9,0); порція морозива обійдеться в 100 TWD (~ $ 3,0). У ресторані розташований невеликий магазин, де можна придбати посуд у вигляді унітазів і схожі на медичні «качки» келихи для коктейлів.